# 三原聖ペテロ聖パウロ教会
三原聖ペテロ・聖パウロ教会（みはらせいペテロせいパウロきょうかい）は沖縄県那覇市三原にあるキリスト教教会で、日本聖公会沖縄教区の主教座聖堂である。

## 沖縄教区
1846年イギリスの民間伝道団体の琉球伝道団から、ベッテルハイム医師・宣教師が那覇に来て迫害の中で8年間伝道し、その間に琉球方言聖書や他の書物を書き残している。また、1927年には青木恵哉師が熊本から来島しハンセン病に苦しんでいた人々のため支援活動をして、後の国立療養所沖縄愛楽園設立のきっかけとなった。
太平洋戦争・沖縄戦の困難な時期を経て、1951年に米国聖公会から2人の宣教師が来て、広く伝道が始まり、那覇市三原に聖ペテロ聖パウロ教会や浦添市牧港に英語会衆のための教会（後の北谷諸魂教会）などを建てられた。沖縄の日本復帰にともない、1972年1月1日に米国聖公会第8管区（Province VIII）沖縄伝道教区から日本聖公会沖縄教区と所属替えが行われた。2024年現在、沖縄本島（9教会）、宮古島（2教会）、石垣島（1教会）に、合計12教会を数える。
沖縄教区主教は、2020年からのルカ武藤謙一主教に代わって、2024年5月からダビデ上原榮正主教。教会事務所は、沖縄教区センタ（ベッテルハイムホール）、沖縄県浦添市前田3-3-5。

## 聖ペテロ聖パウロ教会
三原聖ペテロ・聖パウロ教会の歴史は、1955年におもにアメリカ軍兵士と家族の英語会衆用に木造家屋から始まり、何回かの改修を経て、1972年沖縄教区の日本聖公会復帰とともに沖縄教区主教座聖堂となった。現在の教会堂は老朽化が顕著になった1997年からおもに日本語会衆により改修計画が進み、2011年の設計競技にて建築アトリエTreppenの案が選定され、2015年に旧教会堂を解体し、2017年に鉄筋コンクリート造にて再建された。新会堂の外見は天にそびえる十字架と白壁を持ち前面に大きな広場がある。内部はオルター、ステンドグラス、パイプオルガンなどがあり、聖公会聖堂風になっている。
三原聖ペテロ・聖パウロ教会の住所は那覇市三原2-23-1で、牧師は（イサク）岩佐直人司祭、沖縄教区は（ダビデ）上原栄正主教である。

教会の関連施設として、ナザレ幼稚園がある。

## 参照項目
- 日本聖公会沖縄教区